# Formalismo (linguística)

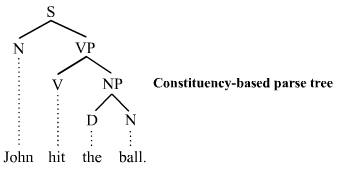
Uma árvore de análise sintática: a frase é dividida em um sintagma nominal (sujeito) e um sintagma verbal que inclui o objeto. Isso está em contraste com a gramática estrutural e com a gramática funcional, que consideram o sujeito e o objeto como constituintes iguais.

No campo da linguística, o termo formalismo possui diversos significados que se relacionam com a linguística formal de diferentes maneiras. No uso corrente, é apenas sinônimo de um modelo gramatical ou um modelo sintático: um método para analisar estruturas de frases. Tais formalismos incluem diferentes metodologias da gramática gerativa, que são especialmente projetadas para produzir cadeias de palavras gramaticalmente bem formadas, ou de correntes similares à Gramática Funcional, que tem sua base na lógica de predicados.
Ademais, o formalismo pode ser pensado como uma teoria da linguagem. Em geral, isso é uma referência ao formalismo matemático, que defende que a sintaxe é puramente axiomática, tendo sua base em sequências geradas por operações matemáticas. Essa ideia se contrapõe ao psicologismo e ao logicismo, que argumentam, respectivamente, que a sintaxe se baseia na psicologia humana, ou em estruturas semânticas formadas a priori, que existem independentemente dos humanos.

## Definições
Em 1934, Rudolf Carnap definiu o significado do adjetivo formal da seguinte maneira:
"Uma teoria, regra, definição e afins, deve ser chamada de formal quando não faz nenhuma referência ao significado dos símbolos (por exemplo, as palavras) ou ao sentido das expressões (por exemplo, as frases), mas faz referência única e exclusivamente aos tipos e ordem dos símbolos a partir dos quais as expressões são construídas."
Martin Kusch define o formalismo linguístico como "um tratamento puramente sintático da linguagem".

## História
O termo "formalismo" dizia respeito, originalmente, aos debates de fins do século XIX acerca da filosofia da matemática, mas essas discussões também levariam ao desenvolvimento da sintaxe formal e da semântica formal. Em tais debates, defensores do psicologismo argumentavam que a aritmética surge a partir da psicologia humana, alegando que verdades matemáticas absolutas não existem. Dessa forma, em princípio, uma equação como 1 + 1 = 2 depende de uma maneira humana de pensar, portanto, não possui valor objetivo. Assim foi argumentado por psicólogos como Wilhelm Wundt, entre outros. Muitos matemáticos discordaram e propuseram o "formalismo" que considerava sequências e operações matemáticas puramente axiomáticas, sem nenhum conteúdo mental e, por conseguinte, desconectadas da psicologia humana.
Edmund Husserl discordou de ambas as afirmações. Ele argumentou que tanto os números cardinais quanto as operações matemáticas são fundamentalmente dotadas de significado, e nossa habilidade de executar tarefas matemáticas complexas se baseia na extensão de conceitos simples, como números não imaginários baixos, adição, subtração e assim por diante. Com base na matemática lógica, Husserl criou ainda a "semântica formal", alegando que o significado linguístico é composto de uma série de proposições lógicas. Ademais, ele argumentou, por um lado, que o pensamento humano ― e, portanto, o mundo como nós o percebemos ― é composto de forma semelhante. Por outro, afirmou que a sintaxe também é composta por proposições lógicas.
Defensores do formalismo inicial comparavam a matemática a um jogo de xadrez, em que todos os movimentos válidos têm base em um punhado de regras arbitrárias desprovidas de qualquer conteúdo verdadeiramente significativo. Em seu Curso de Linguística Geral (póstumo, 1916), Ferdinand de Saussure também compara as regras gramaticais de uma língua a um jogo de xadrez, sugerindo que poderia estar familiarizado com o "formalismo dos jogos". No entanto, ele desenvolve a ideia em uma direção diferente, tentando demonstrar que cada estado sincrônico de uma língua é como um problema de xadrez no que tange a irrelevância de sua história para os jogadores. Ao contrário dos matemáticos formalistas, Saussure considera todos os signos significativos por natureza, e argumenta que as "regras" ― na sua tese, leis do sistema semiótico ― são universais e eternas. Dessa forma, ele não se refere a regras gramaticais específicas, mas a fenômenos constantes, como a analogia e a oposição.
Em 1943, Louis Hjelmslev combinou o conceito de Saussure do signo bilateral (significante + significado) com a gramática matemática de Rudolf Carnap. Hjelmslev foi profundamente influenciado pela linguística funcional do Círculo Linguístico de Praga, considerando a pragmática como parte integrante da gramática. Contudo, alguns defensores da linguística funcional discordaram da abordagem lógico-matemática de Hjelmslev, bem como de sua terminologia, em que a palavra "função" indica uma mera dependência estrutural, em contradição com o funcionalismo clássico, em que significa "propósito". Consequentemente, Hjelmslev foi chamado de "formalista". Sob essa perspectiva, o "formalismo" de Hjelmslev está mais próximo do logicismo Husserliano do que o formalismo dos jogos, porque a semântica constitui um dos dois planos fundamentais de sua noção de linguagem.
Roman Jakobson, que era de fato membro da escola funcionalista de Praga, defendeu também uma corrente de teoria literária chamada formalismo russo. Essa abordagem não era particularmente matemática, mas visava analisar o texto por si só. Recebeu esse nome de seus oponentes, que alegavam que ela promovia uma separação falsa da literatura da psicologia.
A ideia de Wundt de analisar a cultura como produto da psicologia foi rejeitada por seus sucessores na Europa. No campo da matemática, a maioria dos acadêmicos da época ficou do lado de Husserl, embora hoje o filósofo Martin Kusch argumente que Husserl falhou em apresentar uma refutação definitiva do psicologismo. Linguistas estruturais e funcionais europeus concordaram com Husserl e Saussure, ambos opositores da visão histórico-psicológica de Wundt da linguagem, dando à semântica um papel explicativo central em suas teorias linguísticas. Não obstante, o interesse em linguística matemática permaneceu limitado na linguística geral na Europa.
A situação era diferente nos Estados Unidos, onde Franz Boas importou as ideias de Wundt para formar a escola boasiana de antropologia. Seus alunos incluíam os linguistas Edward Sapir e Benjamin Whorf. Leonard Bloomfield, por sua vez, viajou para a Alemanha para assistir às palestras de Wundt sobre linguística. Com base em suas ideias, Bloomfield escreveu seu livro de 1914, An Introduction to the Study of Language, tornando-se a figura principal da linguística americana até sua morte, em 1949. Bloomfield propôs uma abordagem "filosófico-descritiva" para o estudo da linguagem, sugerindo que a tarefa do linguista é documentar e analisar amostras linguísticas, deixando demais questões teóricas para os psicólogos.
A escola pós-Bloomfieldiana dos anos 1950 também se interessava cada vez mais pela linguística matemática. Com base no modelo de sintaxe aritmética de Carnap, Zellig Harris e Charles Hockett propuseram uma versão da gramática gerativa cujo objetivo final é apenas gerar sequências gramaticais de palavras. Eles defenderam o distribucionalismo como uma tentativa de definir os constituintes sintáticos. Foi sugerido, por exemplo, que um sintagma nominal como uma bela casa não se baseia na constituição de seu significado, mas no fato de que tais palavras (especificador, adjetivo, substantivo) tendem a aparecer juntas em textos. Essa tentativa foi abandonada depois que Noam Chomsky propôs que o estudo da sintaxe é o estudo do conhecimento da linguagem e, portanto, uma ciência cognitiva. Sua justificativa para a análise foi que as estruturas sintáticas descobertas por um linguista gerativo são inatas e baseadas em uma mutação genética aleatória. Chomsky afirmou desde o princípio que a matemática não tem valor explicativo algum para a linguística, que ele define como uma subárea da psicologia cognitiva. Assim sendo sua abordagem se opõe ao formalismo dos jogos.
"Quando a gramática gerativa estava começando a ser desenvolvida, uma língua era definida como um conjunto de frases geradas pelas regras de uma gramática, em que "geradas" é um termo emprestado da matemática e significa apenas formal ou rigorosamente descrito [...] Os primeiros trabalhos de Chomsky incluíam uma demonstração de que qualquer definição de linguagem desse tipo não poderia ter um papel decisivo a desempenhar na teoria linguística."
Em outras palavras, o psicologismo de Chomsky substituiu o formalismo matemático na linguística gerativa na década de 1960. Chomsky, entretanto, não argumenta contra o formalismo ou o logicismo na matemática, apenas defende que tais abordagens não são relevantes para o estudo da linguagem natural. Não obstante, ele está interessado na forma precisa da representação sintática correta. Ao desenvolver sua teoria, Chomsky foi influenciado pela biologia molecular. Mais recentemente, ele descreveu a "gramática universal" como tendo uma forma cristalina, comparando-a a um floco de neve. Em outras palavras, um formalismo (isto é, um modelo sintático) é usado para revelar padrões ocultos ou simetrias subjacentes à linguagem humana. Essa prática sofreu oposição do "funcionalismo" americano, que argumenta que a linguagem não é cristalizada, mas dinâmica e em constante mudança. Essa categoria de funcionalismo inclui várias abordagens inspiradas na memética e vinculadas à linguística cognitiva de George Lakoff e seus colegas. Como Wundt, Lakoff também propõe um psicologismo para a matemática.
Entretanto, algumas abordagens que defendem o formalismo matemático ainda existem hoje. A gramática categorial é um tipo de gramática gerativa desenvolvida por matemáticos e lógicos, incluindo Kazimierz Ajdukiewicz, Yehoshua Bar-Hillel e Joachim Lambek. Seu método apresenta um modelo separado para sintaxe e semântica. Assim, mesmo a gramática categorial inclui um componente significativo. No entanto, ela não é psicologista porque não afirma que as estruturas sintáticas derivam da psicologia humana; nem é lógico porque, ao contrário de Husserl, não considera as estruturas da linguagem natural como lógicas. Além disso, ao contrário do estruturalismo, sua abordagem adere a uma visão matemática da linguagem, em vez de semiótica. Tal estrutura é, então, puramente descritivista e ateórica ― isto é, não visa explicar porque as línguas são como são ―, ou apenas teórica no que concerne o conceito da palavra "teoria" na matemática, especialmente a teoria dos modelos.

## Ideias
Um pressuposto central do formalismo linguístico, e da linguística gerativa em particular, é chamado de autonomia da sintaxe, segundo o qual as estruturas sintáticas são construídas por operações que não fazem referência a significado, discurso ou uso. Em uma formulação, essa noção é definida como uma sintaxe arbitrária e independente quanto ao significado, semântica, pragmática e outros fatores externos à linguagem. Por causa disso, as abordagens que adotam essa suposição também foram chamadas de linguística autonomista. O pressuposto da autonomia da sintaxe é a maior diferença entre o formalismo e o funcionalismo linguístico, e está no cerne do debate entre os dois. Ao longo das décadas, vários exemplos foram encontrados de casos em que as estruturas sintáticas são de fato determinadas ou influenciadas por traços semânticos, e alguns formalistas e gerativistas reagiram a isso reduzindo as partes da semântica que consideram autônomas. Ao longo das décadas, com as mudanças que Noam Chomsky fez em sua formulação gerativa, houve uma mudança de uma reivindicação de autonomia da sintaxe para a de uma autonomia da gramática.
Outra ideia central do formalismo linguístico é a de que a linguagem humana pode ser definida como uma linguagem formal, tal qual a da matemática e a de programação. Ademais, as regras formais podem ser aplicadas à linguagem humana fora da lógica ou da matemática, tratando-a como um sistema matemático formal com uma gramática formal.
Uma postura característica das abordagens formalistas é a primazia da forma (como a sintaxe) e a concepção da linguagem como um sistema isolado do mundo exterior. Um exemplo disso é o princípio da arbitrariedade do signo de Saussure, segundo o qual não há relação intrínseca entre um significante (uma palavra) e o significado (conceito) a que se refere. Isso é contrastado pelo princípio da iconicidade, segundo o qual um signo, como uma palavra, pode ser influenciado por seu uso e pelos conceitos a que se refere. O princípio da iconicidade é compartilhado por abordagens funcionalistas, como a linguística cognitiva e a linguística baseada no uso, bem como pela tipologia linguística.
A linguística gerativa foi caracterizada e parodiada como a visão de que um dicionário e um livro didático de gramática descrevem adequadamente uma língua. A maneira cada vez mais abstrata pela qual as regras sintáticas têm sido definidas em abordagens gerativas tem sido criticada pela linguística cognitiva como tendo pouca consideração pela realidade cognitiva de como a linguagem é realmente representada na mente humana. Outra crítica está direcionada ao princípio da autonomia da sintaxe e do encapsulamento do sistema de linguagem, apontando que "aspectos estruturais da linguagem foram moldados pelas funções que ela precisa desempenhar", o que também é um argumento a favor do princípio oposto da iconicidade.